# Hoofdklasse hockey heren 1975/76
Het seizoen 1975/76 is de 3de editie van de herenhoofdklasse waarin onder de KNHB-vlag om het landskampioenschap hockey werd gestreden. 
In het voorgaande seizoen degradeerden EMHC en Gron.Studs, hiervoor in de plaats zijn Venlo en Laren gekomen.
De heren van het Utrechtse Kampong legden beslag op de landstitel. Venlo en HTCC degradeerden rechtstreeks.

## Eindstand
Na 22 speelronden was de eindstand:
| #  | Club              | GS | W  | G | V  | P  | DV      | DT      | DS  |
| -- | ----------------- | -- | -- | - | -- | -- | ------- | ------- | --- |
| 1  | Kampong           | 22 | 16 | 4 | 2  | 36 | 41 - 13 | 41 - 13 | +28 |
| 2  | Klein Zwitserland | 22 | 15 | 4 | 3  | 34 | 43 - 19 | 43 - 19 | +24 |
| 3  | Amsterdam         | 22 | 13 | 4 | 5  | 30 | 32 - 18 | 32 - 18 | +14 |
| 4  | Tilburg           | 22 | 9  | 6 | 7  | 24 | 32 - 30 | 32 - 30 | +2  |
| 5  | Schaerweijde      | 22 | 8  | 7 | 7  | 23 | 28 - 23 | 28 - 23 | +5  |
| 6  | Hattem*           | 22 | 7  | 9 | 6  | 21 | 31 - 27 | 31 - 27 | +4  |
| 7  | HGC               | 22 | 7  | 6 | 9  | 20 | 23 - 28 | 23 - 28 | -5  |
| 8  | MEP               | 22 | 6  | 7 | 9  | 19 | 23 - 28 | 23 - 28 | -5  |
| 9  | Laren             | 22 | 5  | 7 | 10 | 17 | 17 - 32 | 17 - 32 | -15 |
| 10 | Nijmegen          | 22 | 4  | 8 | 10 | 16 | 15 - 28 | 15 - 28 | -13 |
| 11 | Venlo             | 22 | 4  | 4 | 14 | 12 | 15 - 31 | 15 - 31 | -16 |
| 12 | HTCC              | 22 | 3  | 4 | 15 | 10 | 12 - 35 | 12 - 35 | -23 |

(*) Twee punten in mindering.

### Legenda
| Afk.    | Betekenis                                                   |
| ------- | ----------------------------------------------------------- |
| GS      | aantal gespeelde wedstrijden                                |
| W       | aantal gewonnen wedstrijden                                 |
| G       | aantal gelijk gespeelde wedstrijden                         |
| V       | aantal verloren wedstrijden                                 |
| P       | totaal aantal punten                                        |
| DV      | aantal gemaakte doelpunten                                  |
| DT      | aantal doelpunten tegen                                     |
| DS      | doelsaldo                                                   |
| Kampong | Landskampioen Kampong plaatst zich voor de Europacup I 1977 |
| Venlo   | Venlo en HTCC zijn rechtstreeks gedegradeerd                |

Nederlands landskampioenschap:

1897/98 ·
1898/99 ·
1899/00 ·
1900/01 ·
1901/02 ·
1902/03 ·
1903/04 ·
1904/05 ·
1905/06 ·
1906/07 ·
1907/08 ·
1908/09 ·
1909/10 ·
1910/11 ·
1911/12 ·
1912/13 ·
1913/14 ·
1914/15 ·
1915/16 ·
1916/17 ·
1917/18 ·
1918/19 ·
1919/20 ·
1920/21 ·
1921/22 ·
1922/23 ·
1923/24 ·
1924/25 ·
1925/26 ·
1926/27 ·
1927/28 ·
1928/29 ·
1929/30 ·
1930/31 ·
1931/32 ·
1932/33 ·
1933/34 ·
1934/35 ·
1935/36 ·
1936/37 ·
1937/38 ·
1938/39 ·
1939/40 ·
1940/41 ·
1941/42 ·
1942/43 ·
1943/44 ·
1944/45 ·
1945/46 ·
1946/47 ·
1947/48 ·
1948/49 ·
1949/50 ·
1950/51 ·
1951/52 ·
1952/53 ·
1953/54 ·
1954/55 ·
1955/56 ·
1956/57 ·
1957/58 ·
1958/59 ·
1959/60 ·
1960/61 ·
1961/62 ·
1962/63 ·
1963/64 ·
1964/65 ·
1965/66 ·
1966/67 ·
1967/68 ·
1968/69 ·
1969/70 ·
1970/71 ·
1971/72 ·
1972/73
Hoofdklasse heren:

1973/74 · 
1974/75 · 
1975/76 · 
1976/77 · 
1977/78 · 
1978/79 · 
1979/80 · 
1980/81 · 
1981/82 · 
1982/83 · 
1983/84 · 
1984/85 · 
1985/86 · 
1986/87 · 
1987/88 · 
1988/89 · 
1989/90 · 
1990/91 · 
1991/92 · 
1992/93 · 
1993/94 · 
1994/95 · 
1995/96 · 
1996/97 · 
1997/98 · 
1998/99 · 
1999/00 · 
2000/01 · 
2001/02 · 
2002/03 · 
2003/04 · 
2004/05 · 
2005/06 · 
2006/07 · 
2007/08 · 
2008/09 · 
2009/10 · 
2010/11 · 
2011/12 · 
2012/13 ·
2013/14 ·
2014/15 ·
2015/16 ·
2016/17 ·
2017/18 ·
2018/19 ·
2019/20 ·
2020/21 ·
2021/22 ·
2022/23 ·
2023/24 ·
2024/25 ·
Nederlandse competities: Hoofdklasse (zaal) · Promotieklasse · Overgangsklasse · Eerste klasse · Tweede klasse · Derde klasse · Vierde klasse · Gold Cup · Silver Cup

Nederlands kampioenschap: Lijst van Nederlandse landskampioenen hockey · Lijst van Nederlandse landskampioenen zaalhockey

Europese competities: Euro Hockey League · Europacup I · Europa Cup II · Europacup zaalhockey